# Lino Del Fra
Lino Del Fra, all'anagrafe Pasqualino (Roma, 20 giugno 1927 – Roma, 19 luglio 1997), è stato un regista e sceneggiatore italiano.

## Biografia
Laureato in filosofia e pedagogia presso la facoltà di lettere dell'ateneo capitolino, nei primi anni cinquanta svolse l'attività di critico cinematografico nelle pagine del quotidiano Avanti! e dei periodici Cinema Nuovo e Bianco Nero, per iniziare nel decennio successivo l'attività di documentarista, prendendo tra l'altro parte al documentario collettivo All'armi, siam fascisti! (1962).
Nel 1961 vinse il Leone d'oro alla Mostra internazionale d'arte cinematografica di Venezia per il cortometraggio Fata Morgana,  che tratta degli emigranti meridionali verso il Nord Italia.
Vincitore del Pardo d'oro al Festival di Locarno per il film Antonio Gramsci - I giorni del carcere (1977), la sua opera cinematografica fu segnata dalla collaborazione con sua moglie Cecilia Mangini.

## Filmografia
- Fata Morgana (1961), cortometraggio documentario di 11 minuti
- All'armi, siam fascisti!, documentario co-diretto con Cecilia Mangini e Lino Micciché (1962)
- La statua di Stalin, cortometraggio co-diretto con Cecilia Mangini (1963)
- I misteri di Roma, documentario co-diretto (1963)
- La torta in cielo (1973)
- Antonio Gramsci - I giorni del carcere (1977)
- Klon (1994)